# Errol Thompson (hockey sur glace)
Pour l'ingénieur du son jamaïcain, voir Errol Thompson.
Errol Thompson (né le 28 mai 1950 à Summerside, Île-du-Prince-Édouard, Canada) était un joueur de hockey sur glace de la Ligue nationale de hockey.
Il fut le 2e choix (22e de la ligue) des Maple Leafs de Toronto au Repêchage amateur de la LNH 1970. Thompson est aussi un ancien capitaine des Red Wings de Détroit.

## Ligues juniors et seniors
Thompson fut remarqué à un jeune âge quand il jouait pour les Canadians Jr. de Halifax de la NSJHL. Dans la saison 1967–1968, il accumulât 81 points en seulement 45 parties, le plaçait comme un compteur prolifique. Cependant, en 1969 Thompson était encore inconnu jouant à l'Île du Prince Édouard dans la ligue senior de NBSHL pour les Charlottetown Royals pour 15 dollars la partie quand il fut remarqué par le gardien des Leafs, Johnny Bower, devenu dépisteur.  Il fit son début dans la LNH en 1970, jouant dans seulement une partie. Il joua le reste de la saison et la suivante au club mineur de Toronto, les Oilers de Tulsa de la Ligue centrale de hockey.

## Carrière
Il a joué pour les Maple Leafs de Toronto de 1970 à 1978 avant de rejoindre les Red Wings de Détroit de 1977 à 1980. Il s'engage en cours de saison avec les Penguins de Pittsburgh où il termine sa carrière professionnelle en 1981.
En 1972, Thompson a joué à temps plein pour Toronto et avec sa grande vitesse et son habileté à compter, il s'établit vite comme un joueur offensif fiable. Dans une équipe qui perdait plus de parties qu'elle gagnait, il a compté 32 points dans sa première saison dans la LNH. Thompson s'est amélioré avec chaque saison qu'il jouait et dans la saison 1974–1975, il a compté 25 buts. La saison suivante, sur le trio de Darryl Sittler et Lanny McDonald, il a compté 43 buts devenant le second joueur dans l'histoire des Leafs, après Frank Mahovlich, à marquer 40 buts dans une saison. Le trio Sittler-McDonald-Thompson devint très connu en Amérique du Nord quand Sittler établit un record de la LNH avec dix points dans une partie du 7 février 1976.
Après s'être cassé le bras dans la saison 1976–1977, Thompson manquât un tiers de la saison mais, il obtint 21 buts. L'ailier joua moins sous l'entraîneur-chef Roger Neilson à l'orientation défensive et fut échangé avec des choix au repêchage aux Red Wings de Détroit pour Dan Maloney et un choix au repêchage futur de 2e tour, le 13 mars 1978. Avec Détroit, Thompson continue à produire, comptant 23 buts dans sa première saison complète et 34 buts, l'année suivante. En 1980, il est nommé capitaine des Wings avec Reed Larson. Après avoir compté 26 points dans la saison 1980–1981, il fut échangé aux Penguins de Pittsburgh pour Gary McAdam, le 8 janvier et il a joué ses 34 dernières parties avec Pittsburgh.
Il marque 393 points en 599 matchs de LNH.

## Statistiques
| Saison     | Équipe                 | Ligue      |     | Saison régulière | Saison régulière | Saison régulière | Saison régulière | Saison régulière |   | Séries éliminatoires | Séries éliminatoires | Séries éliminatoires | Séries éliminatoires | Séries éliminatoires |
| Saison     | Équipe                 | Ligue      | PJ  | B                | A                | Pts              | Pun              | PJ               | B | A                    | Pts                  | Pun                  |                      |                      |
| 1970–1971  | Oilers de Tulsa        | LCH        | 65  | 15               | 14               | 29               | 37               | -                | - | -                    | -                    | -                    |                      |                      |
| 1970–1971  | Maple Leafs de Toronto | LNH        | 1   | 0                | 0                | 0                | 0                | -                | - | -                    | -                    | -                    |                      |                      |
| 1971–1972  | Oilers de Tulsa        | CHL        | 46  | 21               | 21               | 42               | 30               | 13               | 4 | 6                    | 10                   | 8                    |                      |                      |
| 1972–1973  | Maple Leafs de Toronto | LNH        | 68  | 13               | 19               | 32               | 8                | -                | - | -                    | -                    | -                    |                      |                      |
| 1973-1974  | Maple Leafs de Toronto | LNH        | 56  | 7                | 8                | 15               | 6                | 2                | 0 | 1                    | 1                    | 0                    |                      |                      |
| 1974–1975  | Maple Leafs de Toronto | LNH        | 65  | 25               | 17               | 42               | 12               | 6                | 0 | 0                    | 0                    | 9                    |                      |                      |
| 1975–1976  | Maple Leafs de Toronto | LNH        | 75  | 43               | 37               | 80               | 26               | 10               | 3 | 3                    | 6                    | 0                    |                      |                      |
| 1976–1977  | Maple Leafs de Toronto | LNH        | 41  | 21               | 16               | 37               | 8                | 9                | 2 | 0                    | 2                    | 0                    |                      |                      |
| 1977–1978  | Maple Leafs de Toronto | LNH        | 59  | 17               | 22               | 39               | 10               | -                | - | -                    | -                    | -                    |                      |                      |
| 1977–1978  | Red Wings de Détroit   | LNH        | 14  | 5                | 1                | 6                | 2                | 7                | 2 | 1                    | 3                    | 2                    |                      |                      |
| 1978–1979  | Red Wings de Détroit   | LNH        | 70  | 23               | 31               | 54               | 26               | -                | - | -                    | -                    | -                    |                      |                      |
| 1979–1980  | Red Wings de Détroit   | LNH        | 77  | 34               | 14               | 48               | 22               | -                | - | -                    | -                    | -                    |                      |                      |
| 1980–1981  | Red Wings de Détroit   | LNH        | 39  | 14               | 12               | 26               | 52               | -                | - | -                    | -                    | -                    |                      |                      |
| 1980–1981  | Penguins de Pittsburgh | LNH        | 34  | 6                | 8                | 14               | 12               | -                | - | -                    | -                    | -                    |                      |                      |
| Totaux LNH | Totaux LNH             | Totaux LNH | 599 | 208              | 185              | 393              | 184              | 34               | 7 | 5                    | 12                   | 11                   |                      |                      |